# Acta de Supremacía

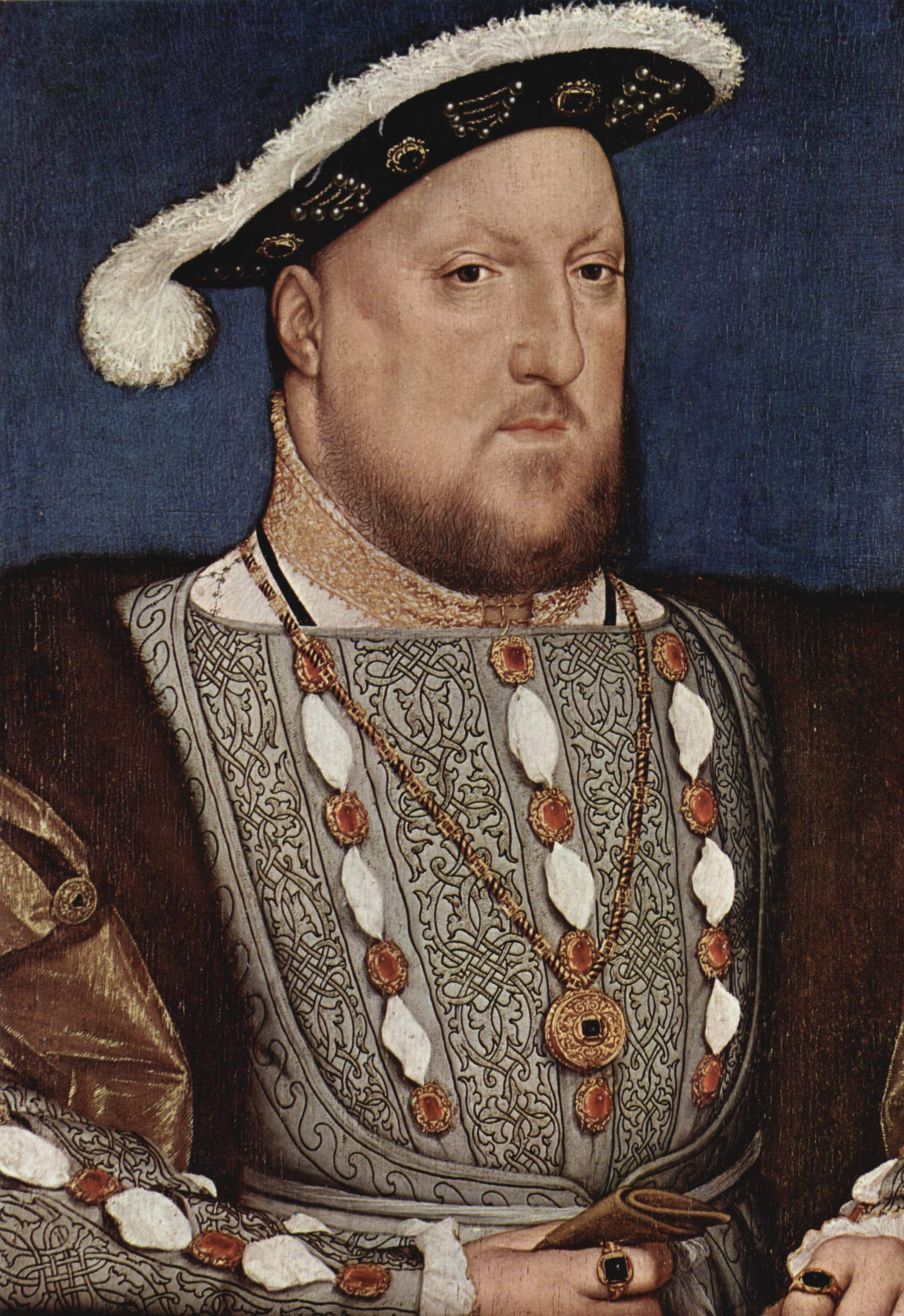
El rey Enrique VIII de Inglaterra, quien hizo aprobar la primera Acta de Supremacía.

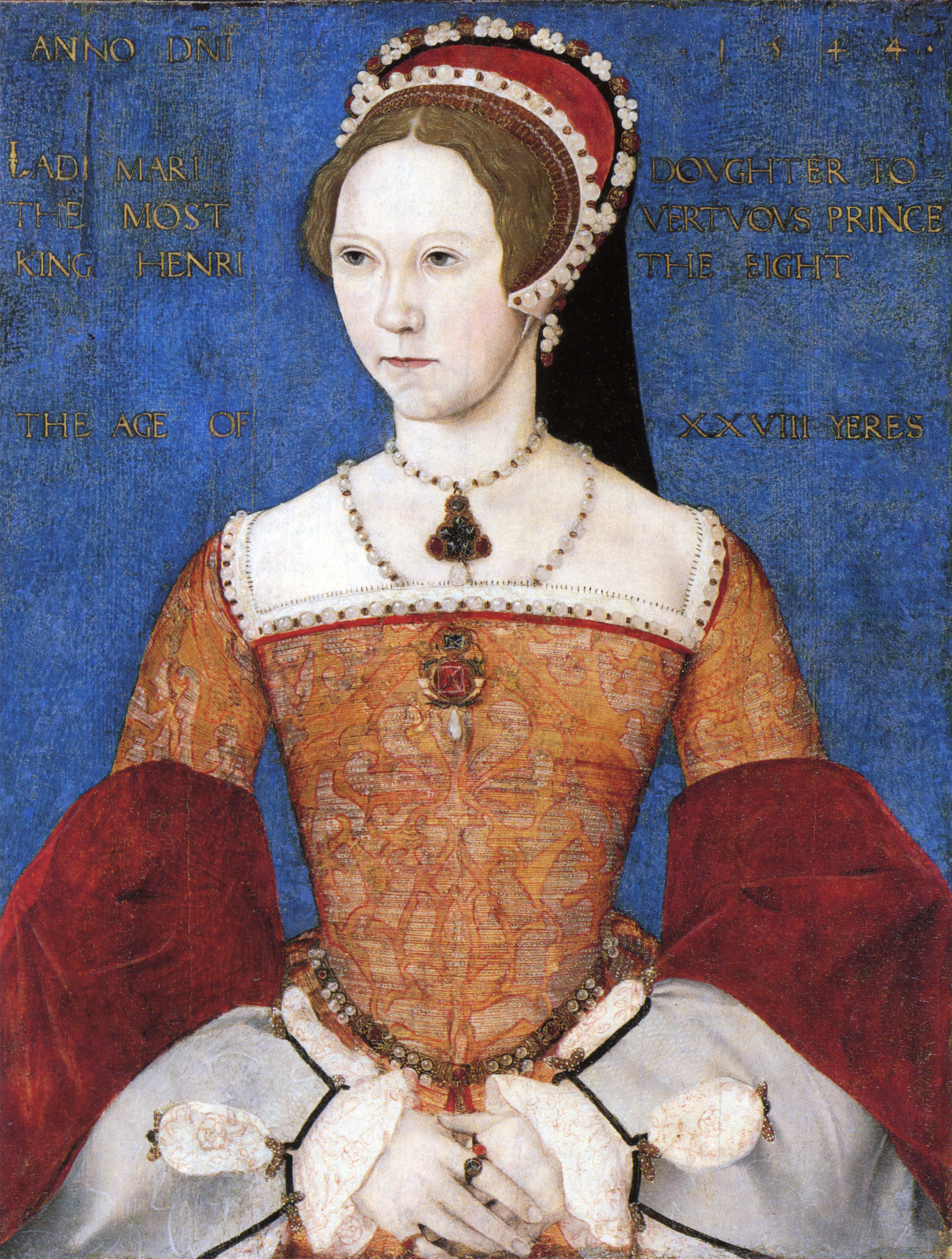
La reina María I de Inglaterra, quien hizo derogar la primera acta de Supremacía.

Las Actas de Supremacía son dos documentos aprobados por el Parlamento de Inglaterra en el siglo XVI que establecen que los monarcas ingleses son y serán la cabeza de la Iglesia de Inglaterra. El acta de 1534 declara a Enrique VIII y a sus sucesores como jefes supremos de la Iglesia en reemplazo del papa. Durante el reinado de María I de Inglaterra fue derogado. En 1558 una nueva acta promovida por la reina Isabel I de Inglaterra concedió a esta y a sus sucesores el título de supremo gobernador de la iglesia nacional.

## Primera Acta de Supremacía, 1534
La primera Acta de Supremacía (Act of Supremacy en idioma inglés) fue promulgada el 3 de noviembre de 1534 por el Parlamento de Inglaterra durante el reinado del rey Enrique VIII de Inglaterra. En ella se declaraba que el rey era «la suprema y única cabeza en la Tierra de la Iglesia en Inglaterra», y que la Corona inglesa debería disfrutar de «todos los honores, dignidades, preeminencias, jurisdicciones, privilegios, autoridades, inmunidades, beneficios y bienes propios de esa dignidad».[cita requerida]
El acta oficializó la Reforma inglesa —que se había estado gestando desde el año 1527—, el surgimiento de la Iglesia de Inglaterra y desató una gran crisis y desconfianza en las relaciones entre Inglaterra y el Papado. En realidad Inglaterra, enfrentada a España en lo práctico, necesitaba independizar su accionar de las decisiones mediterráneas, mejor relacionadas con los países de la Europa continental. 
El acta fue el resultado del deseo de Enrique —que había sido declarado Defensor de la Fe (Fidei Defensor en latín) por su breve tratado en el que acusó a Martín Lutero de ser un hereje— de que se declarase la nulidad de su matrimonio con la reina Catalina de Aragón, deseo frustrado por el papa Clemente VII. Catalina había estado casada anteriormente con Arturo, hermano mayor de Enrique —muy probablemente sin consumación del matrimonio—, lo que fue alegado como impedimento para su matrimonio posterior. Durante todo el proceso de nulidad que siguió al cisma, ella siempre mantuvo su convencimiento de la validez del matrimonio con Enrique.
La Ley de Traiciones o Acta de Traiciones (Treasons Act en inglés) del mismo año estableció que quien rechazara maliciosamente el Acta de Supremacía, privase al rey de su dignidad, título o nombre, o afirmara que era hereje, cismático, infiel o usurpador de la corona, sería considerado reo de alta traición.
El acta se mantuvo durante el reinado del rey Eduardo VI de Inglaterra pero fue derogada en 1554 por la reina María I de Inglaterra, que era una devota católica.

## Segunda Acta de Supremacía, 1559

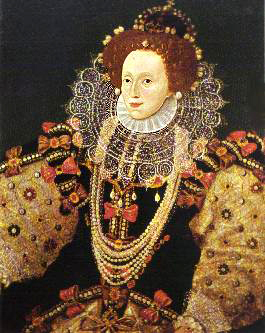
La reina Isabel I de Inglaterra, quien hizo aprobar la segunda Acta de Supremacía.

La segunda acta de supremacía consistió en la reinstauración de la original de 1534. La reina Isabel I de Inglaterra fue declarada Gobernador Supremo de la Iglesia de Inglaterra. La utilización de este término, distinto de "cabeza suprema" calmó a los católicos y a aquellos protestantes preocupados por el hecho de que una mujer fuera cabeza de la Iglesia de Inglaterra.
Junto con el Acta de Uniformidad de 1559, dio lugar a lo que es generalmente conocido como establecimiento religioso isabelino.
El acta devolvió los asuntos religiosos al estado que tenían a la muerte del rey Eduardo VI de Inglaterra. Instauró de nuevo 10 actas que María I había revocado, y ajustó significativamente la definición de lo que según el nuevo orden constituía herejía.
Declaró la obligatoriedad de que todos aquellos que iban a ocupar cargos públicos civiles o eclesiásticos realizaran el juramento a la supremacía, y se impusieron sanciones a la violación del juramento, que debía ser tratado como traición. El juramento se extendió más adelante a los miembros del Parlamento y a los estudiantes universitarios.
Isabel no persiguió a los laicos disidentes (aquellos que no seguían las reglas establecidas para la Iglesia de Inglaterra), siempre que sus acciones no socavaran directamente la autoridad del monarca inglés, como sucedió en el caso de la controversia de los ornamentos.
El texto del juramento a la supremacía debía ser como sigue:

I, A. B., do utterly testify and declare in my conscience that the queen's highness is the only supreme governor of this realm and of all other her highness's dominions and countries, as well in all spiritual or ecclesiastical things or causes as temporal, and that no foreign prince, person, prelate, state, or potentate hath or ought to have any jurisdiction, power, superiority, pre-eminence, or authority, ecclesiastical or spiritual, within this realm; and therefore I do utterly renounce and forsake all foreign jurisdictions, powers, superiorities, and authorities, and do promise that from henceforth I shall bear faith and true allegiance to the queen's highness, her heirs, and lawful successors, and to my power shall assist and defend all jurisdictions, pre-eminences, privileges, and authorities granted or belonging to the queen's highness, her heirs, and successors, or united or annexed to the imperial crown of this realm: so help me God and by the contents of this Book.
(Traducción)
Yo, A.B., absolutamente testifico y declaro en mi conciencia que Su Alteza la Reina es el único Gobernador Supremo de este Reino y de todos sus otros Dominios y Países, así como en todas las cosas espirituales o eclesiásticas o causas como temporal, y que no hay príncipe extranjero, persona, prelado, estado o potentado que tenga o deba tener jurisdicción, poder, superioridad, preeminencia o autoridad eclesiástica o espiritual, dentro de este reino, y por lo tanto renuncio por completo y abandono todas las jurisdicciones, poderes, superioridades y autoridades extranjeras, y prometo que de ahora en adelante voy a tener la fe y la verdadera lealtad a Su Alteza la Reina, sus herederos y sucesores legítimos, y mi poder será ayudar y defender a todas las jurisdicciones, preeminencias, prerrogativas e autorizaciones otorgadas o que pertenecen a Su Alteza la Reina, sus herederos y sucesores, o uniones y anexiones a la corona imperial de este reino; con la ayuda de Dios y por el contenido de este Libro.

Esto tuvo un impacto específicamente entre los católicos y en las parroquias católicas, ya que indicaba expresamente que los católicos debían renegar de la obediencia al catolicismo, dado que la Iglesia de Roma constituía directamente una jurisdicción, poder, superioridad y autoridad extranjera, además de que el juramento constituía causal de excomunión latae sententiae por apostasía (Canon 1364 del Código de Derecho Canónico). Durante los primeros años del reinado de Isabel I, se practicó en gran medida una tolerancia y clemencia religiosa, que fue un intento de armonizar las relaciones entre los católicos y los protestantes de Inglaterra. Esto fue necesario para que la reina Isabel pudiera establecer totalmente su autoridad, alejar la amenaza de invasión por parte de Francia y España, y vencer las acusaciones de ilegitimidad que se vertieron durante sus primeros años. En los últimos veinte años de su reinado, a medida que el poder de los católicos en Inglaterra disminuyó porque a los católicos les fue prohibido ocupar cargos públicos y fueron despojados poco a poco de sus tierras y fortunas y creció el sentimiento anti-español y anti-jesuita, las muertes de católicos ordenadas por Isabel hizo de ellos numerosos mártires. Uno de ellos fue el jesuita Edmundo Campion.
La unión de la iglesia y el estado bajo la supremacía real, tal como fue establecida por los Tudor, dio lugar a contiendas religiosas y políticas en los siglos siguientes. Estas guerras, de la misma forma que otras revueltas similares en el resto de Europa, fueron una de las causas por las que en numerosos lugares actualmente se da la separación iglesia-estado. Sin embargo, la Corona británica, a través del gobierno inglés, todavía conserva un papel significativo en la Iglesia de Inglaterra.